# 古逸丛书
《古逸叢書》是清末光緒十年（1884）黎庶昌于日本编辑精刻的丛书，共26种200卷。

## 由来
黎庶昌，字莼斋，贵州遵义人。中国近代散文家、外交家，光绪七年（1881）起担任清朝驻日公使。期间结交日本朝野士大夫中精通汉学者，得以浏览《经藉访古志》，从而知道中国散逸日本经籍的概况，愤而决意，不惜重金搜求。旋即以钦差大臣身份，搜集散见于日本的濒临绝灭的中国典籍；随员杨守敬，湖北宜都人，本为前任驻日公使何如璋的随员，日日物色于坊市，同样收获颇丰，不到1年便收集到3万余卷。明治维新后日本对古典汉籍不太重视，楊守敬得以大量购入汉籍。杨守敬将成书原稿交给木村嘉平，覆刻为《古逸叢書》，极为贵重的以照相影印覆刻，1884年于日本東京使署（公使館）出版。
楊守敬在日本所购漢籍在其死後被国家買走，現在一部分藏于台湾国立故宮博物院，一部部分藏于中国国家图书馆、湖北省图书馆、浙江图书馆。

## 收书一览
1. 爾雅3卷 影宋蜀大字本
2. 谷梁传12卷 影宋紹熙本
3. 論語何晏集解10卷 覆正平本
4. 周易程传6卷、繋辞精義2卷 覆元至正本
5. 唐開元御注孝经1卷 覆旧鈔卷子本
6. 道德经注2卷 集唐字
7. 荀子30卷 影宋台州本
8. 荘子注疏10卷 影宋本
9. 楚辞集註8卷 覆元本
10. 尚書释音1卷 影宋大字本
11. 原本玉篇零本3卷半 影旧鈔卷子本
12. 大宋重修广韵5卷 覆宋本
13. 广韵5卷 覆元泰定本
14. 玉燭宝典11卷 覆旧鈔卷子本
15. 文館詞林13卷半 影旧鈔卷子本
16. 琱玉集2卷 影旧鈔卷子本
17. 姓解3卷 影北宋刊本
18. 韻鏡1卷 覆永禄本
19. 日本国見在書目録1卷 影旧鈔卷子本
20. 史略6卷 影宋本
21. 漢書食貨志1卷 影唐写本
22. 急就篇1卷 仿石经体写本
23. 杜工部草堂詩箋40卷、外集1卷、補遺10卷、传序碑銘1卷、目録2卷、年譜2卷、詩話1卷 覆麻沙本
24. 碣石調·幽蘭1卷 影旧鈔卷子本
25. 天台山記1卷 影旧鈔卷子本
26. 太平寰宇記5卷半 影宋本

## 問題
《古逸叢書》所收并非都是善本。楊守敬对《古逸叢書》屡表不满，批评黎庶昌在《日本訪書志》中收录《尚書釈音》、宋本《广韵》《道德经》并覆刻时所涉手法。《庄子注疏》是以坊刻本为基础，只用宋字；《草堂詩箋》也不是善本。
葉德輝认为《古逸叢書》收录的《太平寰宇記》实际上不是宋本。

## 影響
通过《古逸叢書》，可以看到许多中国已经散佚的典籍的原貌，其纸质和印刷技术也得到很高评价。
另一方面，黎庶昌、楊守敬收购漢籍的行为，也使日本人认识到了漢籍的重要性，引发漢籍热。

## 增补
中華民国：1919年以后上海商務印書館出版《续古逸叢書》，收录47種書物的影印版。
中華人民共和国：1982年以后中華書局出版《古逸叢書三編》，收录43種書物的影印版。

## 脚注
1. 1 2  楊守敬《日本訪書志》縁起(1881)
2. ↑  , 国立故宮博物院
3. ↑  冯汉斌, , 中国新聞網, 2014-07-22  [2022-02-08], （原始内容存档于2017-10-13）
4. ↑  葉德輝《書林清話》日本宋刻書不可拠
5. ↑  夏日新. . 江汉论坛. 2009, (2009(11)): 87–90.
6. ↑  反町茂雄. . 八木書店. 1990: 16–21.

## 関連文献
- 長澤規矩也. .  1. 汲古書院. 1982. ISBN 9784762911118.
- 阿部隆一. . 汲古書院. 1983. ISBN 9784762922299.
- 賈二強. .  1. 陝西師範大学出版社. 1989. ISBN 9787561302149.
- 馬月華. . 北京大学出版社. 2015. ISBN 9787301253823.